# Arslantepe
Arslantepe („oroszlános hegy”) régészeti lelőhely Törökországban. A 4,5 hektár kiterjedésű, harminc méter magas tell a Malatya síkságon, az Eufrátesz folyótól tizenkét kilométerre található. A hely kisebb megszakításokkal évezredeken keresztül lakott volt: az i. e. 6. évezredtől egészen a újhettita város pusztulásáig. A hettita forrásokban Malitiya, újasszír és urartui dokumentumokban Melid, Meliddu vagy Meliteya néven említett települést i. e. 712-ben II. Sarrukín serege rombolta le. Közvetlenül a hódítás után – az újasszír időkben – egy darabig lakott lehetett: erre utalnak Sarrukín idejéből származó pecséthengerek töredékei, valamint egy, az újhettita épületeket átfedő nagyobb épület maradványai az oroszlános kapu nyugati oldalánál. A város egy hosszú, lakatlan periódus után a késő római korban újból benépesült, majd a bizánci időkben/középkorban temetőként használták.
Bár a többi szír és mezopotámiai városhoz képest kis méretű településnek számított, így is a Malatya-síkság legnagyobbjaként a régió legerősebb befolyással bíró központja volt. A korábbi francia feltárások, majd a római La Sapienza Egyetem régészeti missziójának több mint fél évszázados munkája során előkerült leletek a város hosszú történetén kívül rávilágítanak a térség történetét alakító komplex eseménysorozatra, valamint a különböző civilizációk közötti kapcsolatrendszerek változásaira is.
Történetének legkorábbi szakaszában, a rézkorban szoros kapcsolatban állt a szír és mezopotámiai térség városaival, amelyekhez hasonló kulturális sajátosságokkal, szerkezeti modellel és fejlődési pályával rendelkezett. Az i. e. 3. évezred első századaiban viszont jelentős változások történtek a településen, amelyek megakasztották a szír-mezopotámiai jellegű központosított fejlődést, és Arslantepe külső kapcsolatait Kelet-Anatólia és a Transzkaukázus felé terelték. Az i. e. 2. évezredben újabb radikális átalakulás történt, mikor a felemelkedő hettita civilizációval került kapcsolatba. Ez erős hatást gyakorolt a város életére. A közép-anatóliai kapcsolat már a rézkorban kiépült, de csak a késő-bronzkor második szakaszában válik nyilvánvalóvá, amikor az Eufráteszig terjeszkedő hettita állam politikailag és kulturálisan is uralma alá hajtotta a térséget, és új fejezetet nyitott Arslantepe történetében.
Arslantepe 2021-ben felkerült az UNESCO világörökségi listájára.  

## Kutatástörténet

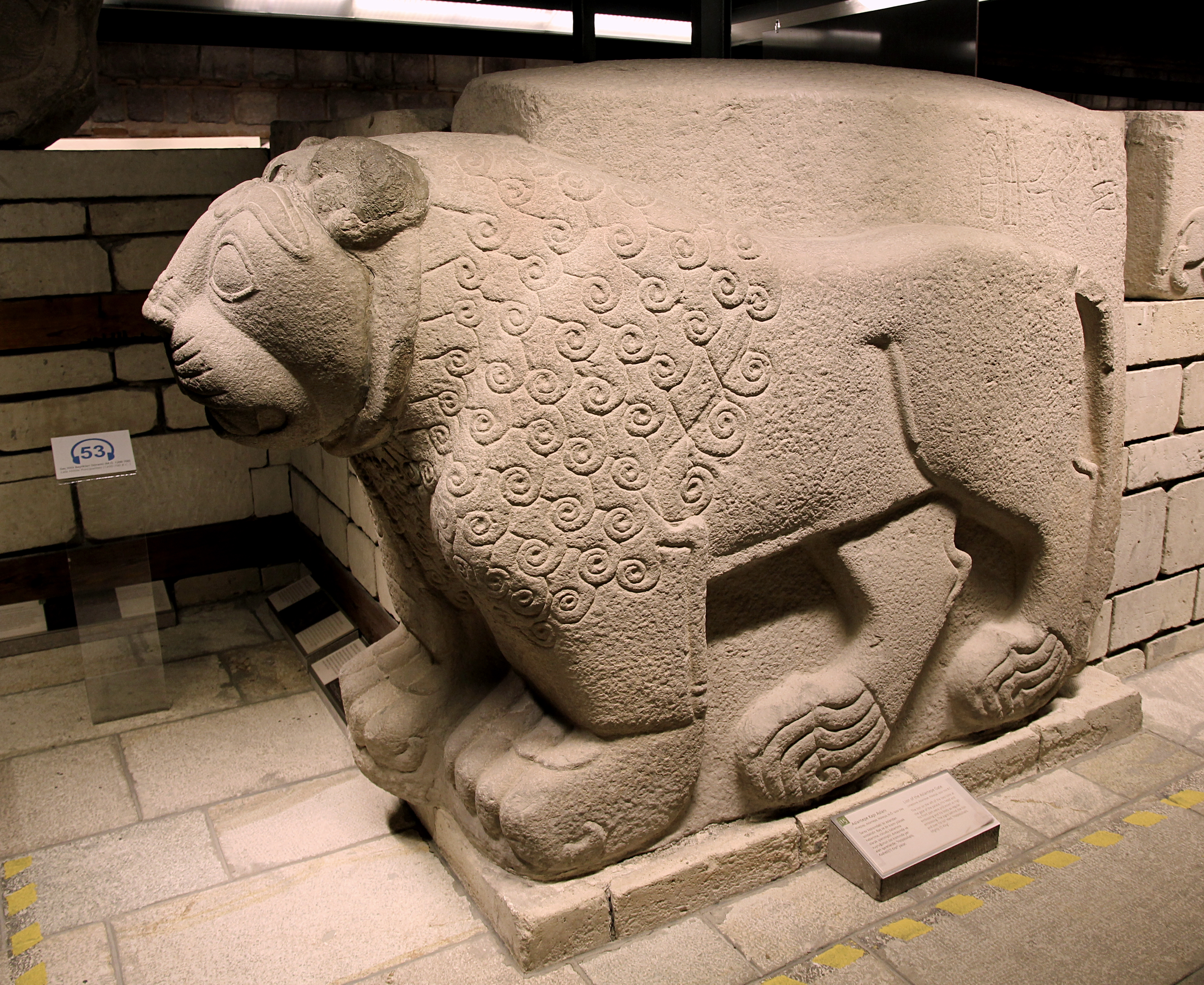
Az oroszlános kapu egyik szobordísze, Ankara, Anatóliai Civilizációk Múzeuma

A feltárások az 1930-as években kezdődtek francia régészek közreműködésével. Ekkor a tell felső részén figyelemre méltó vaskori épületmaradványok kerültek elő, köztük az úgynevezett újasszír palota (i. e. 8. század vége – i. e. 7. század eleje) és a híres oroszlános kapu (i. e. 9–8. század). A kaput mindkét oldalról magas, dombormű technikával kifaragott testű és kerek fejű kőoroszlánok szegélyezték, oldalait tipikus újhettita stílusú domborműves kőlapokkal borították. A hely valószínűleg az oroszlánszobrokról kapta nevét (Arslan Tepe = Oroszlános hegy). A kapun belül egy uralkodói szobor állt, ez később ledőlt, és – valószínűleg szándékosan – elrejtették. A második világháború idején a kutatásokat felfüggesztették, utána egy rövid (1949–51) és meglehetősen eredménytelen ásatási periódus után a franciák befejezték a feltárásokat a lelőhelyen.
1961-ben olasz régészek folytatták a kutatásokat, és az ásatások jelenleg is tartanak. A több mint fél évszázados ásatássorozat egyike lett a római La Sapienza Egyetem legnagyobb régészeti misszióinak. Az olasz régészek a tellnek ugyanazon az északkeleti részén kezdték a kutatást, ahol korábban már francia elődeik is dolgoztak. Azonosították a tell északi részének rétegsorát, ahol számos építési rétegben az i. e. 1. és 2. évezredre datálható hettita (bronzkor) és újhettita (vaskor) maradványok kerültek elő. Ezen kívül korai bronzkori rétegeket is találtak néhány épületmaradvánnyal, valamint közvetlenül az érintetlen talaj fölött hét, késő rézkori építési réteget lakóépületekkel. A legkésőbbi megtelepedési réteg a késő római korból származik.
Az utóbbi négy évtizedben a domb nyugati és délnyugati részén folytatott kutatások Arslantepe őskori és korai történelmi időszakára összpontosultak. Itt a legkorábbi lakosok építményei alkották az eredeti településmagot, amelyben folytatott, nagy kiterjedésű kutatás alapján az i. e. 5. évezred végétől az i. e. 2. évezred elejéig keletkezett rétegek hosszú sorát különítették el a késői rézkorból, a korai és a középső bronzkorból. A tell északkeleti részén csak 2008-ban indult újra a kutatómunka, ennek célja a település későbbi történetének, a hettita terjeszkedés, a birodalom felbomlása, valamint a malatyai újhettita királyság kialakulása közötti időszak vizsgálata.

## Arslantepe a késői rézkorban

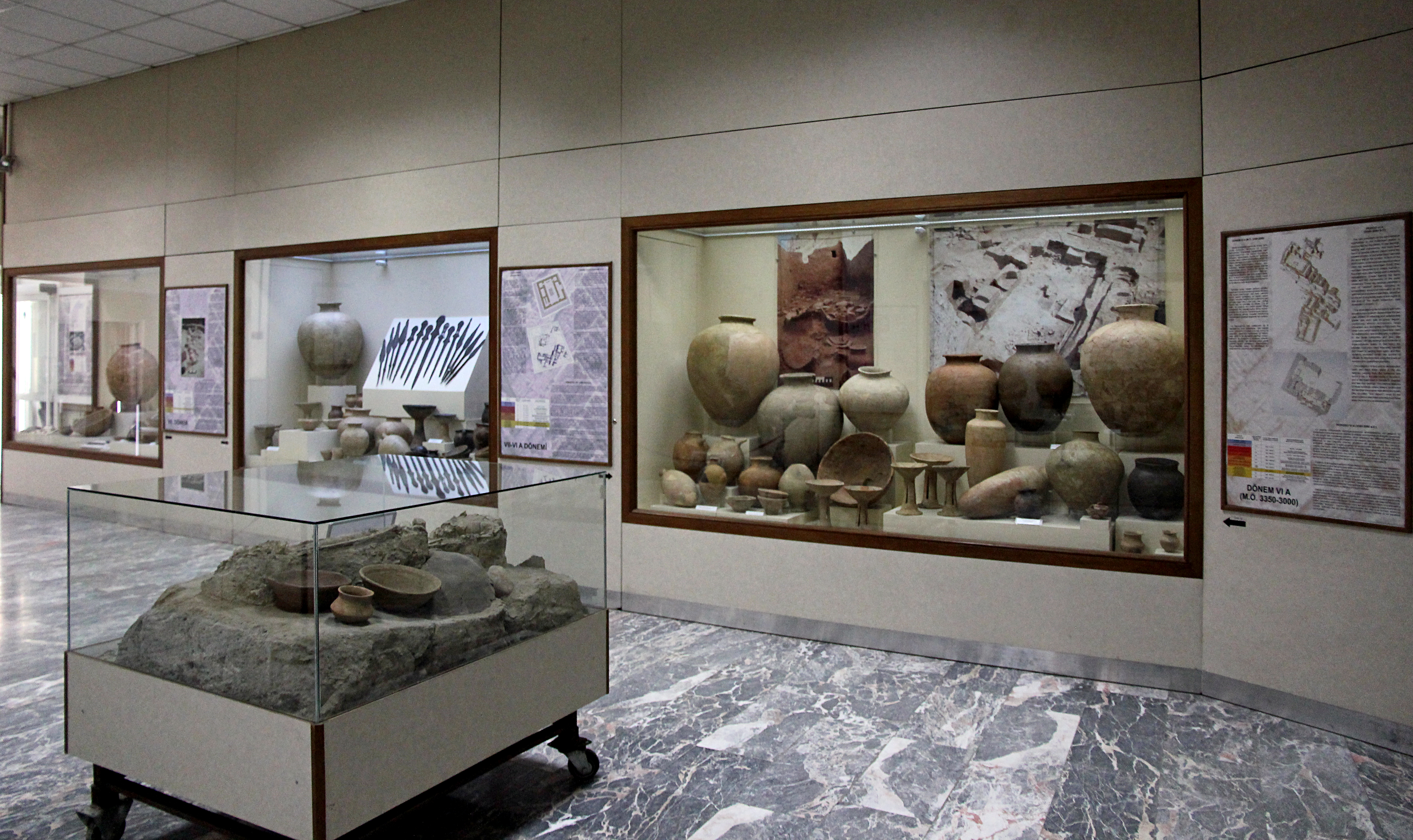
Az ásatások során előkerült leletek egy része Malatya múzeumában

### Kezdetek, centralizáció és az elit megjelenése (a VIII. és a  VII. periódus)
Bár egy nemrégiben megnyitott ásatási szelvényben rétegekhez nem köthető, Ubaid és Halaf kori edénytöredékek kerültek elő (ami arra utal, hogy a hely már az i. e. 6. évezredben lakott volt), a legkorábbi megfelelően dokumentált leletek az i. e. 5. évezred végére, Arslantepe VIII. periódusára, i. e. 4300 és 3900 közé datálhatók. Ez a késői rézkor három egymásra épített réteggel képviselteti magát bennük lakóépületek maradványaival és az élelmiszer készítéshez szükséges felszereléssel, többek között esetenként nagy méretű kemencével a lakóépületeken kívül vagy belül. Az előkerült fazekasáru az Eufrátesztől nyugatra fekvő, délkelet-törökországi területekkel kapcsolatba hozható helyi gyártású edényekből áll.
A VII. periódusban (Késő rézkor, i. e. 3800 – 3400) a település fejlődének indult és valószínűleg a mai domb teljes területe beépült. Az építmények felhasználásuk módjától függően szigorúan elkülönültek egymástól. A lelőhely északkeleti végénél az 1960-as és 1970-es évekbeli ásatások során egy-három helyiségből álló, meglehetősen kis alapterületű vályogházakat tártak fel, az egyik ház falán geometrikus, fehér és fekete váltakozó háromszögekből álló díszítéssel. A korábbiakhoz hasonlóan itt is találtak kemencemaradványokat, főleg a házakon kívül. A temetkezések egy része a házak padlójából került elő, vagy közel a házakhoz egyszerű, meglehetősen uniformizált mellékletekkel. A felnőtteket zsugorított pózban, oldalra fektetve temették el gyakran kagylóból készült ékszermelléklettel. Csak egy eset ismert, ahol a halott mellé egy kőpecsétet helyeztek el, egy másik temetkezésnél a halott két nagy főzőedényen feküdt, lábához két tálat és egy poharat tettek. A gyerekeket és az újszülötteket egy régi és nagy területen elterjedt szokást követve a házak padlójában, edényben hantolták el. Ez utóbbira már Arslantepe VIII. periódusából is találtak bizonyítékokat.
A halom nyugati végének felsőbb részein, közel a település központjához és a tell tetején impozáns épületmaradványok kerültek elő, vályogból készült falaik vastagsága 1–1,2 méter lehetett. Falaikat több rétegben, gyakran festményekkel díszített fehér vakolatréteg borította. Közülük a legfontosabb egy monumentális építmény egy nagy teremmel. A terem falait falfestményekkel díszítették, falai mellett négy fehérre vakolt, vályogból rakott oszlop állt. Később négy részre osztották és a korábbinál eltérő célra használták. Bár az Ubaid-kor végétől a falfestés régi hagyomány volt az Eufrátesz felső szakaszánál, az épület monumentalitása, elrendezése, a településen belül elfoglalt helye és a hozzá felhasznált anyagok azt valószínűsítik, hogy a közelben lévő egymást átfedő épületekhez hasonlóan az elit lakhelye lehetett.
Mellettük közvetlenül délkeletre, a tell nyugati végénél egy háromosztatú, nagy méretű kultuszépület maradványait tárták fel. A C templomnak elnevezett épület a többi építménytől elkülönülve egy vályogtéglákból és kőlapokból készített alacsony emelvényen állt. A templom Arslantepe egyetlen háromosztatú elrendezésű épülete. Alaprajza és a középső terem rövidebb falaiba süllyesztett fülkék a mezopotámiai építészet jellegzetes elemei, a helyi anatóliai építési stílus az északi fülkék festett díszítésében és a padló alá vízszintesen elhelyezett fagerendákban ismerhető fel. A templom a VII. periódus végén épülhetett. Hátsó fala vastag falú szobák sorával épült egybe, ezekben a helyiségekben feltehetően kézműves termékeket készítettek vagy tároltak.
A templom középső terme 18 x 7 méteres volt, középen egy emelvénnyel, ahol rituális keretek között ételt oszthattak. Ennek bizonyítékai a padlón nagy tömegben feltárt szétszórt táltöredékek. A tömegáruként előállított edények egy részét korongon formázták meg. A keleti helyiségekben (a nyugatiak szinte teljesen elpusztultak) óriási mennyiségben kerültek elő ezek a tömegben gyártott tálak egymásra halmozva, esetenként még eredeti helyükön vagy a padlóra borulva, ahogy valószínűleg leestek a polcokról. A legdélebbi szobában az edények mellett csoportokba rendezett, szintén a polcokról leborult agyag pecsétlenyomatokat találtak. Mivel a pecsétlenyomatok és a tálak egy helyen fordulnak elő, valószínűleg ebben a szentélykörzetben lehetett egy javakat elosztó központ. Itt kezdett kifejlődni az áruk és a munka nyilvántartásának az a rendszere, ami az i. e. 4. évezred végére alakult ki teljesen.
A gyengén kiégetett tálak pelyvával soványított agyagból készültek és díszítetlenek. Ez a típusú edénykészítés az egész rézkorra jellemző volt Mezopotámiai északi részén, viszont a tálak alakja a helyi formákkal hozható kapcsolatba. A legtöbbet lassú korongon formázták meg és hasonlítanak egymásra, feltételezhetően egy műhelyben készültek. Időnként fazekasjegyek is feltűnnek, egyes fazekasok munkáit különíthették el egymástól, amikor a közös szárító- és égetőhelyre kerültek.

### Központosítás az i. e. 4. évezred végén, a VI. periódus A szakaszának palotakomplexuma

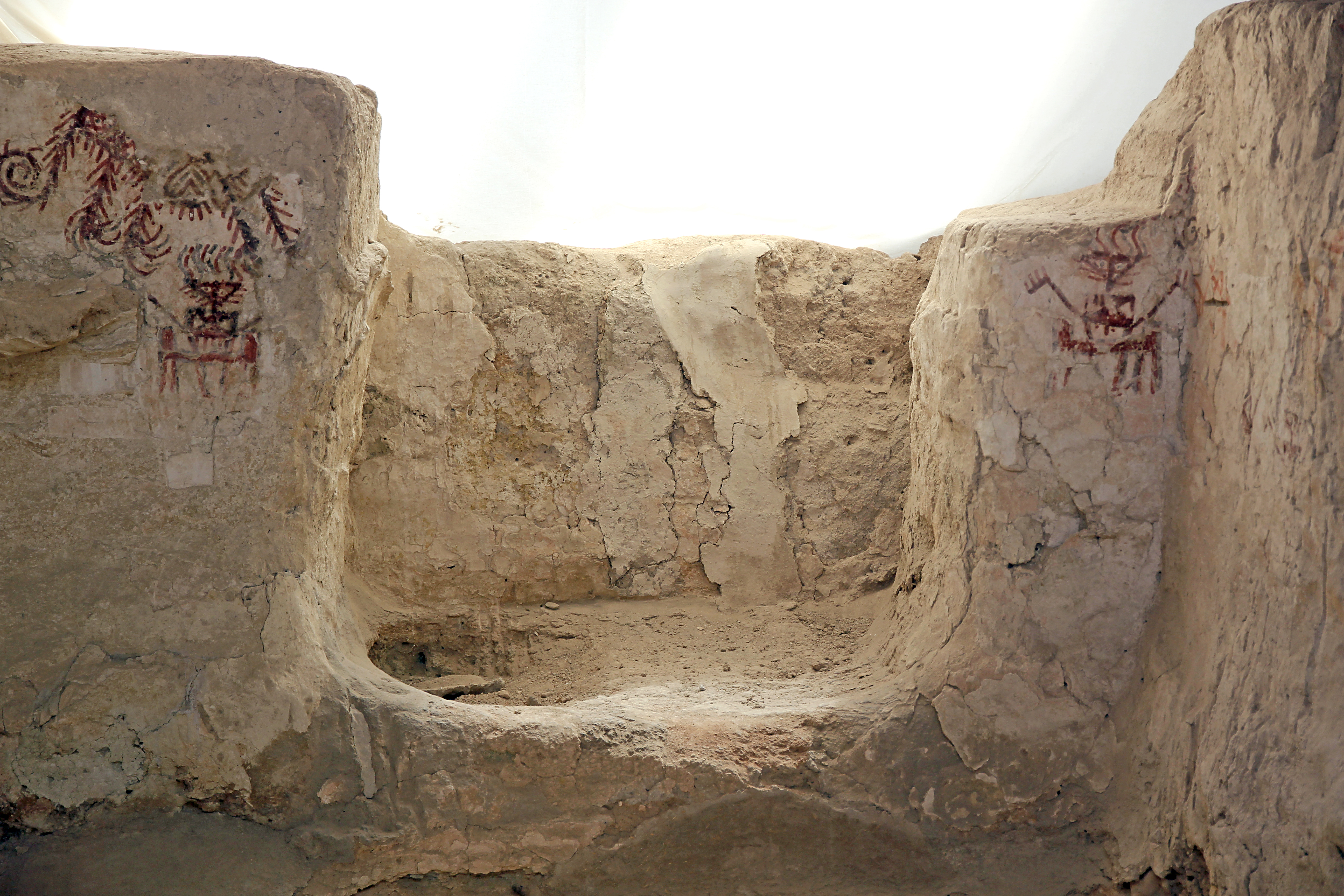
A palota falfestményei

A gazdasági és politikai központosítás Arslantepe VI. periódusának A szakaszában (késő rézkor, i. e. 3350 – 3000 körül) érte el csúcspontját. A C templomot elhagyták, és tőle délre a tell délnyugati lejtőjén egy impozáns, egymással több udvarral és folyosóval összekötött, több teraszon álló, egymáshoz kapcsolódó épületrészekből álló palotát emeltek, ahol különböző vallási/szertartási, adminisztratív, tárolási, begyűjtési tevékenységeket végeztek. Az épületkomplexum része volt két templom (A és B templomok), ezek fontosságát a magasabb teraszokon való elhelyezkedésük hangsúlyozta. Bár úgy tűnik, a vallás – annak ellenére, hogy még mindig fontos szerepet játszott a település életében – valamelyest háttérbe szorult. Ez a templomok méretében is megmutatkozik, kisebbek mint a korábbi C templom, és csak két helyiségből állnak, mintha a szertartásokat csak kevesebb ember számára tartották volna meg. A fő kultuszhelyiségnek csak egy bejárata volt, ezt a templom személyzete használhatta, a lakosokkal való kapcsolattartást valószínűleg az egyik oldalépületrészbe nyíló két ablakon keresztül oldották meg. Feltételezhető, hogy a kisebb templomokban a korábbinál kevesebb élelmiszert osztottak szét.
A vallási és hatalmi ideológia egy bonyolult adminisztrációs rendszerben olvadt össze, ami a javak, főleg az élelmiszer ellenőrzésére koncentrált. Ennek bizonyítékai a raktárnak vélt helyiségekben talált nagy- és közepes méretű tárolóedények, pitoszok és korsók. A mellettük előkerült palackok és kisebb korsók többféle áru tárolására utalnak. Eddig teljesen csak egy raktárat tártak fel, aminek három része között hangsúlyos funkcióbeli különbség lehetett. A középső helyiséget leginkább folyosóként használhatták, ami a másik két, konkrétan tárolásra épített szobába vezetett. Az északi, nagyobb helyiség tele volt nagy méretű tárolóedényekkel, ez lehetett a fő raktár, míg a másik, déli szobában három pitosz, két nagy korsó, néhány főzőedény, valamint élelmiszer kiosztására használt több száz korongolt tömeggyártású tál került elő. A déli szobában százharminc pecsétlenyomatot is találtak, néhány a tartójából esett a földre, egy részük valószínűleg egy polc leszakadása után került a padlóra, másik részüket a sarokban halmozták fel (valószínűleg átmenetileg félretették).

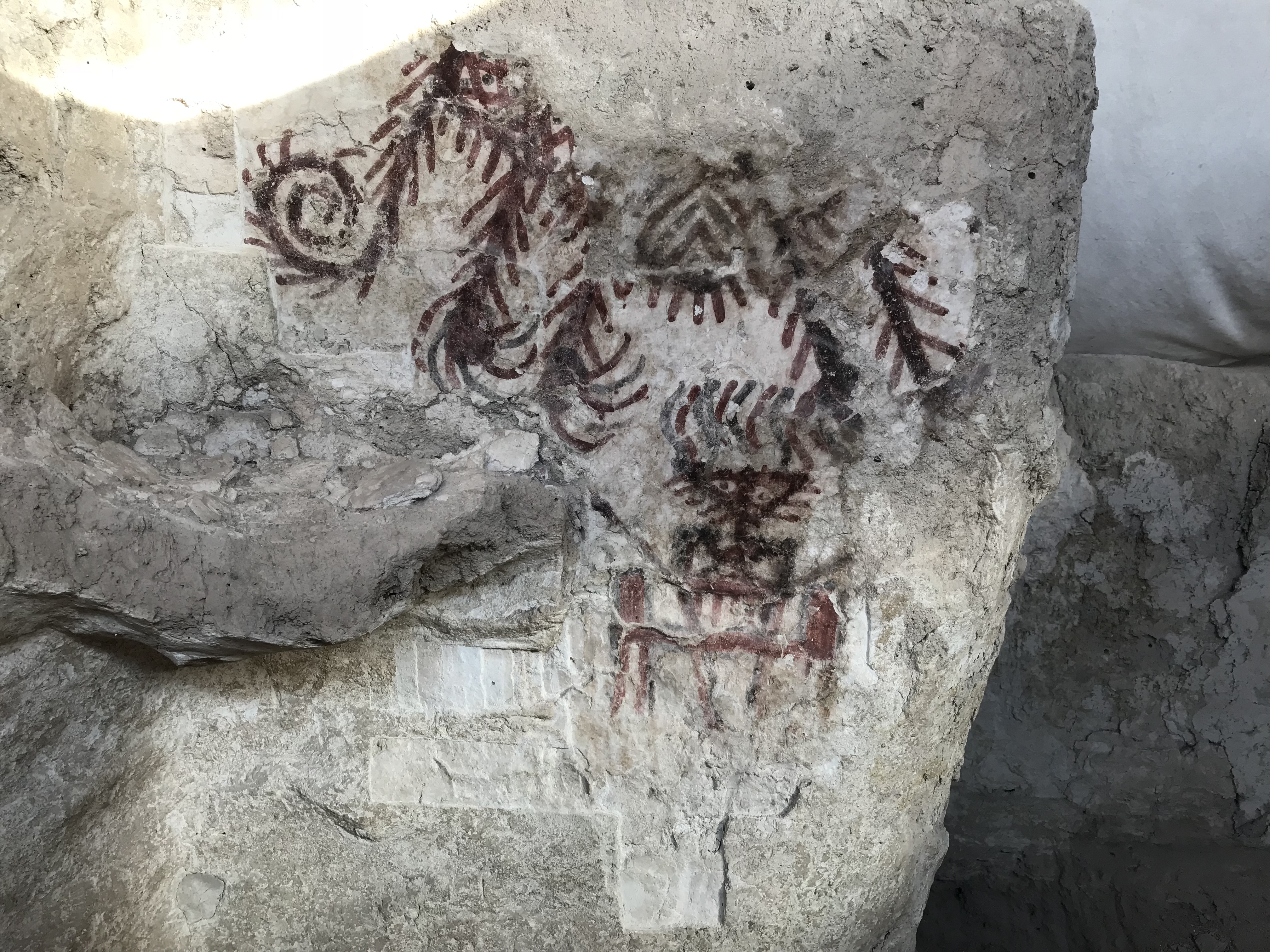
A palotát díszítő egyik falfestmény

A déli szobát az északiban tárolt élelemmel láthatták el, amit itt osztottak ki az elit által foglalkoztatott munkásoknak. Az áruk mozgását és adminisztrálását ekkor szekularizált módon oldhatták meg függetlenül a vallási szertartásoktól, ami a korábbi archaikus újraelosztást jellemezte.
A palota területén megközelítőleg 2 200 pecsétlenyomatot találtak, rajtuk több mint kétszáz különböző pecséttől származó képpel. A legnagyobb részüket csoportokba rendezve különböző helyeken tárolták a palotában, úgy tűnik, szándékosan félretéve későbbi adminisztrálásra. A kutatások során arra jutottak, hogy Arslantepében kifinomult adminisztratív rendszer létezett, amit hierarchiában szervezett hivatalnokok működtettek, és pecsétlenyomatok, valamint a hozzájuk rendelt értékek segítségével írás nélkül is nyilván tudták tartani a kereskedelmi tranzakciókat.
Különös jelentősége volt a nem csak dekorációs céllal készült falfestményeknek. Az ajtók mellett és a folyosókon látható figuratív ábrázolások és jelenetek fontos ideológiai jelentést hordoztak és politikai üzeneteket közvetítettek a palotába lépőknek. A legjobb állapotban megmaradt festményeken két csaknem egyforma stilizált ember alakú figura jelenik meg szimbólumok mellett. A képet egy később befalazott ajtó két oldala mellé festették, ami a raktárak középső helyiségén keresztülhaladó folyosóról a palota belső udvarára nyílt. A belső folyosó keleti falára egy még érdekesebb képet festettek, ez egy kocsit ábrázol két ökörrel és a hajtóval, amint valószínűleg épp elhagyja a palotát.

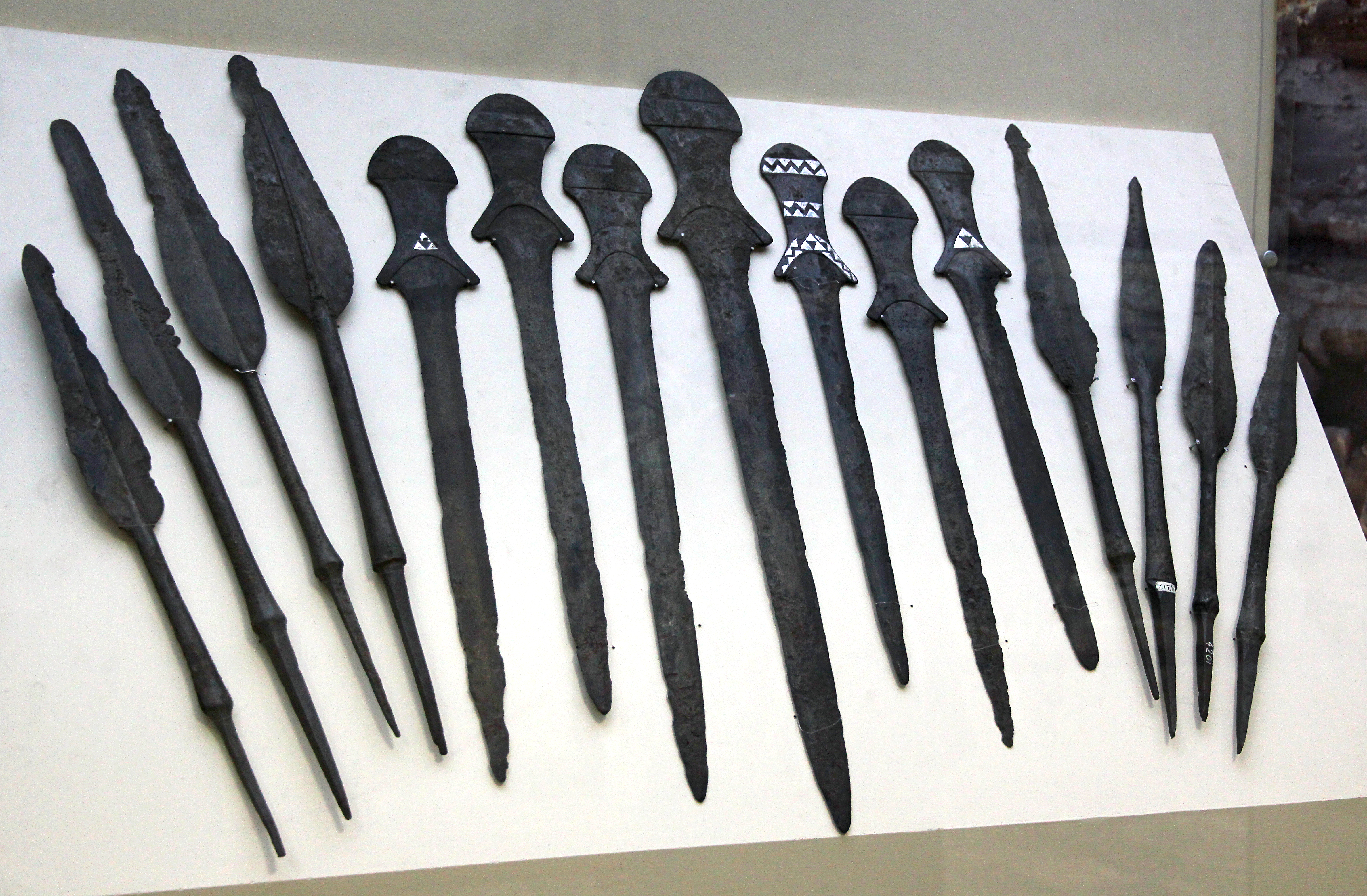
Az eddig ismert legrégebbi kardok

A fazekasárun ekkor a mezopotámiai Uruk-kultúra erőteljes hatása figyelhető meg. A megfelelően kiégetett, világos színű edények korongon készültek és a külső hatások mellett helyi jellegzetességeket is mutatnak. Tömegáruként ekkor már csak a kúpos tálakat készítették gyors korongon. A korábbi VII. periódus végén megjelent, kézzel készült vörös-fekete fazekasárut ebben a korban nagyobb mennyiségben gyártották. Formáik és készítési technikáik egykorú közép-anatóliai fazekasáruval állt szorosabb kapcsolatban. Ezek az edények elkülönültek a konyhai edényektől, amelyeket kézzel formáztak meg nem erre szakosodott környezetben.
A településen magas színvonalú fémfeldolgozás folyt, ennek bizonyítéka egy leletegyüttes, ami réz és arzén ötvözetéből készült kilenc kardból, tizenkét lándzsahegyből, egy érdekes ajtózsanérból (az egyik monumentális bejárat sarkában), valamint különböző ötvözetekből készült tárgyakból áll. A kardok egy részét berakásokkal díszítették, és arról nevezetesek, hogy ezek az eddig ismert legkorábban készült kardok.
Ebben a periódusban Arslantepe feltehetőleg fontos közvetítő szerepet töltött be a különböző régiók közötti kiterjedt kapcsolatrendszerben, ami a szír-mezopotámiai közösségeket kötötte össze az Anatólia közép-keleti és északkeleti hegyvidékeiben élőkkel, mialatt végig megőrizte autonómiáját.  
Egy erőteljesen központosított politikai és gazdasági intézményrendszer és kontroll kifejlődése egy olyan településen, ami igazából sosem vált igazán városiassá, jelzi, hogy míg Arslantepe fontos és aktív szerepet töltött be a mezopotámiai világhoz kapcsolódó államalapítási folyamatokban, ezzel egy időben saját különleges és egyéni fejlődési útvonalát járta be.

## A korai bronzkor

### Krízis és instabilitás az i. e. 3. évezred elején (a VI. periódus B szakasza)

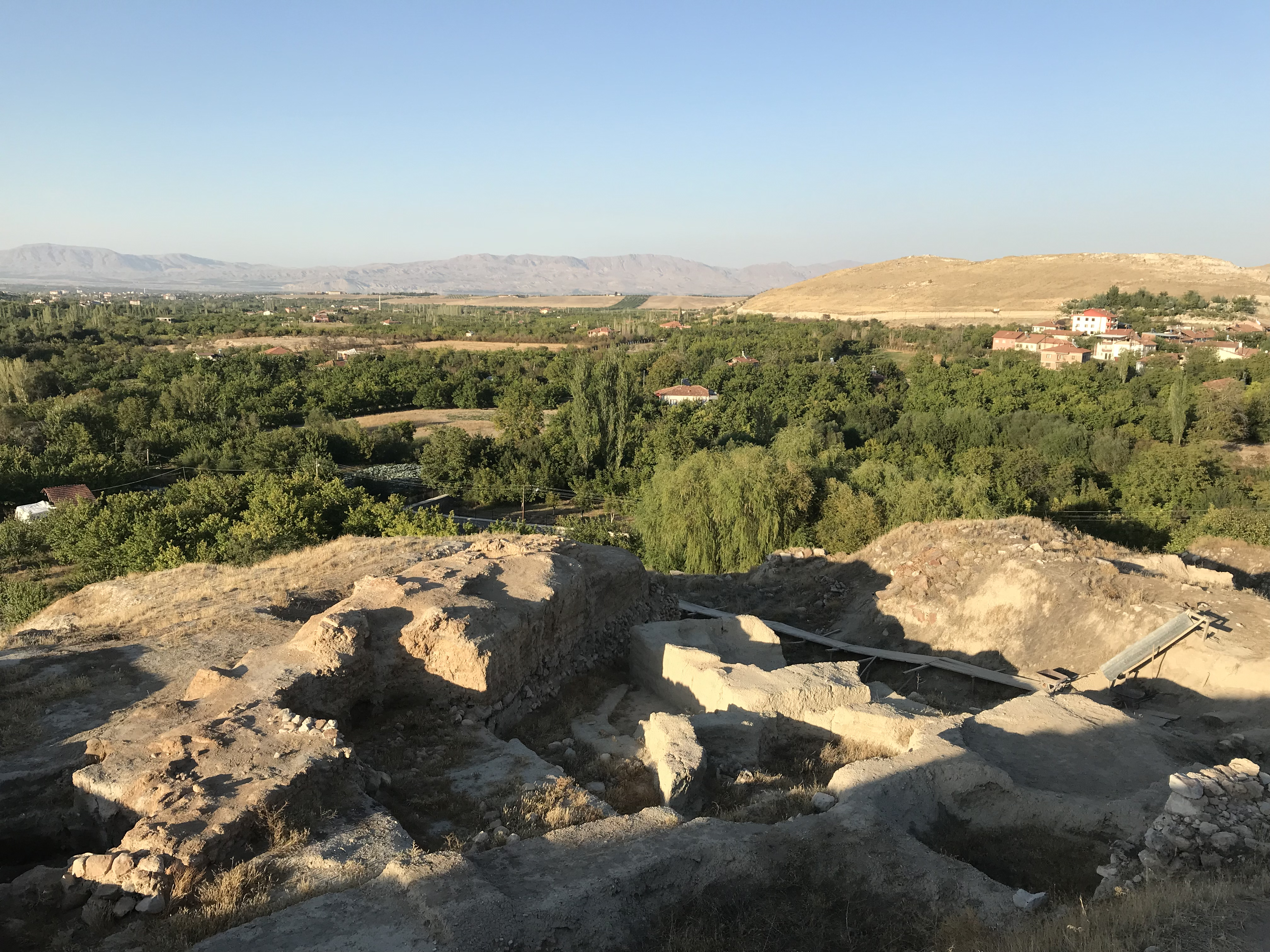
Az ásatási terület egy részlete

Az i. e. 3. évezred elején egy radikális válság lerombolta a központi intézményrendszert ami a mezopotámiai jellegű centralizált szervezet bukásához vezetett és örökre megváltoztatta Arslantepe történetét. I. e. 3000 körül egy tűzvész elpusztította a palotát ami véget vetett a késő rézkori társadalom államszervezetének. A déli területekkel és Észak-Mezopotámiával meglazultak a kapcsolatok, míg egy rövid ideig (a korai bronzkor első szakaszában) megmaradt a szoros együttműködés a felső- és közép-eufráteszi térséggel. Ezzel egy időben Anatólia északkeleti részével és a Kaukázuson túli területekkel szorosabb kötődés alakult ki.
Arslantepe korai bronzkora (i. e. 3000 – 2800, a VI. periódus B szakasza) két részre osztható. Ezt az időszakot instabilitás és konfliktusok jellemezték a palota pusztulása után körülbelül egy vagy két évszázadig.
A korai bronzkor I. szakaszában azt a területet ahol korábban a középületek és az elit lakhelyei álltak elhagyták és szezonálisan lakott épületeket emeltek a helyükön valószínűleg transzhumáló pásztorok csoportjai akik korábban a környéken vándoroltak. Négyszögletes alaprajzú vesszőből font és tapasztott falú kunyhókban laktak. Az épületek viszonylag messze álltak egymástól, köztük esetenként cölöpsorok nyomait tárták fel, amik az állatkarámok és istállók kerítései lehettek. Kerámiájuk korong nélkül, kézzel formált vörös-fekete edényekből állt. Az edényeket ugyanolyan technikával égették ki mint késő rézkori hasonló színű elődeiket és díszítésmódjuk is hasonló (a fekete felületrészek ugyanúgy az edények hangsúlyos részére kerültek), viszont transzkaukázusi kultúrák edényeire emlékeztető új edényformákat is átvettek.
A korai bronzkor II. szakaszában újból a régi hagyományos vályogtégla módszerrel építkeztek és az uruki eredetű világos színre égetett korongon formázott kerámiát készítették. Kerámiájuk egyrészt a korábbi jellegzetes edénytípusok továbbélését mutatja mint például a késői rézkorban használt nyakkal ellátott korsóforma, de ezzel egy időben új edényformákat is átvettek, ami jelentősen megváltoztatta agyagművességük egészét. Az ekkor készült edények néhány töredékét a nomád pásztorok kunyhószintjén is megtalálták, ami arra utal, hogy a helyszín más részein valamint a síkságon a nomád pásztorkodást folytató népesség továbbra is megőrizte életformáját és szokásait. A kétfajta életmódot folytató csoportok és kulturális horizontok együttélésének további bizonyítéka a transzkaukázusi eredetű vörös-fekete kerámia további használata, igaz kevesebb edényformával.
Ebben a korban úgy tűnik hatalomgyakorlás új formái alakultak ki. Vagy a régi elit alakította át uralkodási módszereit alkalmazkodva az adott helyzethez, vagy új vezetők kerültek hatalomra újfajta politikai berendezkedéssel. A tell tetején kő alapra egy zömök, négy méter vastag válogytéglából készült, belső támpillérekkel megerősített erődfalat építettek. Ez akropolisz-szerűen elválasztotta a halom tetejének egy darabját a település többi részétől. Az elkerített területet még nem kutatták át megfelelően. A falon kívüli, a tell oldalain fekvő településrész kis méretű, egy, két vagy három helyiségből álló vályogtégla házakból állt, ezek egyértelműen lakóházak voltak. A házak padlóit több kilogramm égett gabona borította, (főleg árpa ezen kívül búza) valamint zöldségek amik a termény tárolására szolgáló felső szintekről eshettek le amikor egy tűzvész elpusztította a települést. A házak közötti udvarokon és más nyitott tereken közösségi tevékenységeket folytattak, például állatvágás, fémolvasztás stb.

#### A királysír

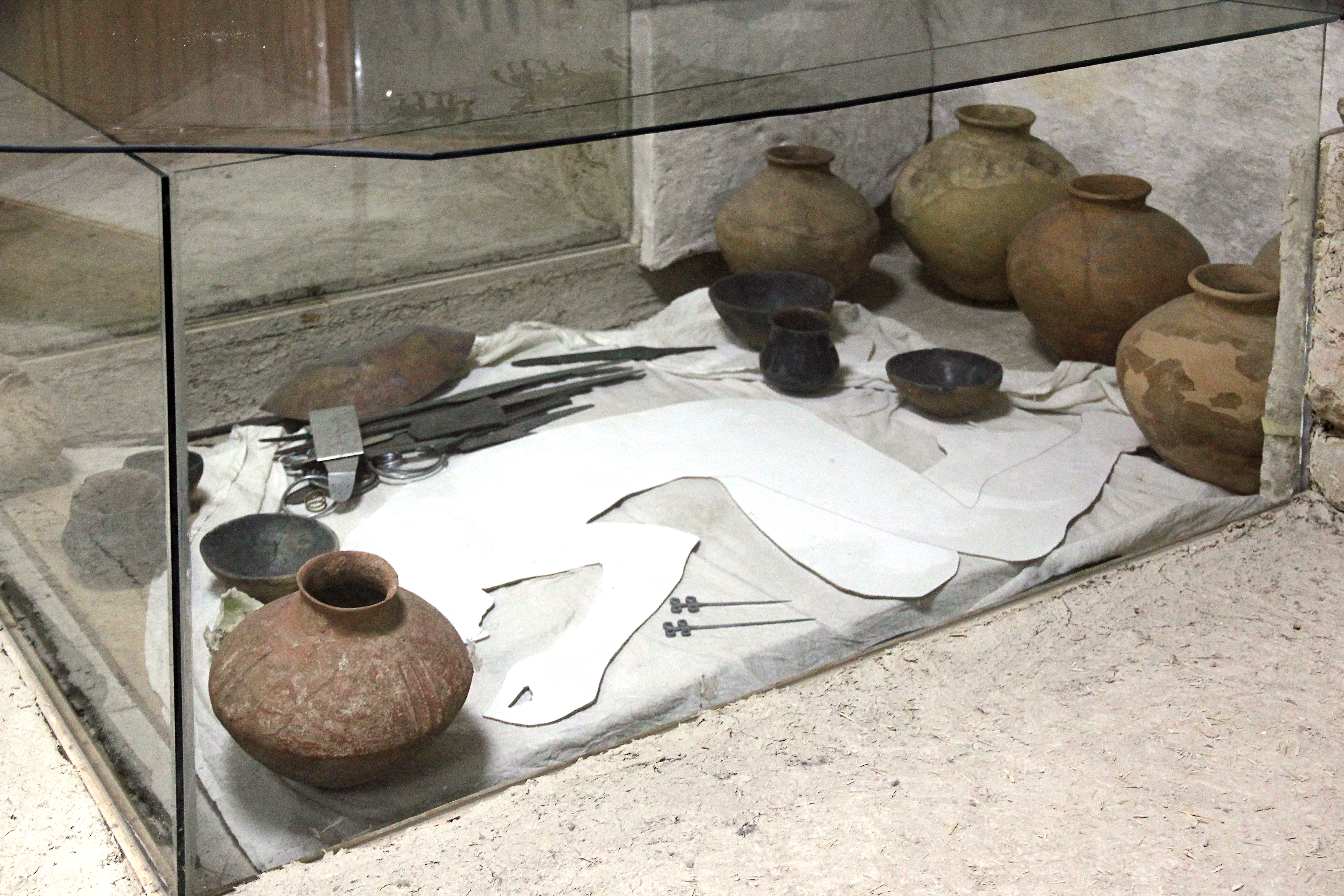
Egy temetkezés rekonstrukciója Malatya múzeumában

Valószínűleg ennek a kornak az elejére datálható az úgynevezett királysír. Ez egy impozáns sírüreg, amit egy nagy méretű, szabálytalan, öt méter széles gödör aljában alakítottak ki a település szélén az erődfalon kívül. A sírból egy nagyon gazdag sírmelléklettel eltemetett, zsugorított helyzetben jobb oldalára fektetett felnőtt maradványai kerültek elő. Sírmellékletei edényekből, féldrágakövekből, hegyikristályból, aranyból, ezüstből készült személyes ékszereiből és a háta mögé helyezett réz-, ezüst- és aranytárgyakból (fegyverek, szerszámok, díszek) álltak. Az üreg tetején négy tizenéves fiatal csontváza került elő, őket valószínűleg feláldozták. Közülük ketten, egy lány és (feltehetően) egy fiú közvetlenül a sírkövön feküdt. Mindketten a sírból előkerült mellékletekhez hasonló réz tűket, diadémot és hajrögzítő viseltek ami a halotthoz való esetleges rokonságra vagy más közeli kapcsolatra utalhat. A másik két szintén nagyon fiatal áldozat (mindketten lányok) a közvetlen sírgödörtől kicsit távolabb a eltemetett lábrészénél feküdtek és szolgák lehettek.
Ennek az i. e. 3000 és i. e. 2900 közé datálható különleges sírnak a megléte, a nagy fal építése a tell tetején, a korábbi kultuszhelyek és a nagy tömegben gyártott edények eltűnése egy olyan hatalmi bázis kialakulására utalnak, ami a korábbi, az i. e. 4. évezredre jellemző munkaerő központosítás és a javak elosztása helyett a védekezésre és a vezetők politikai valamint katonai szerepére helyezte a hangsúlyt.

### További fejlődés a korai bronzkor II. és III. szakaszában (a VI. periódus C és D szakasza)
A települést elpusztító tűzvészt követően újabb radikális változás következett Arslantepe történetében, aminek legfontosabb eleme a település átmeneti elnéptelenedése, majd teljesen új kulturális és politikai beállítottságú népességgel való újra betelepülése. I. e. 2750 és i. e. 2500 között (VI periódus C szakasza) először feltehetően nomád pásztorok jelentek meg Arslantepében, akik az évnek csak egyik szakaszában laktak a területen, így nehezen azonosítható könnyűszerkezetes építményeket hagytak maguk után. Szétszórtan elhelyezkedő, nem túl mélyen a talajba ásott kör alaprajzú kunyhóik padlóját döngölt sárral borították, ritkán félig földbe mélyített, vakolt, kerek alaprajzú házakat építettek kis méretű oszlopos struktúrákkal, amik árnyékolók vagy tetőszerkezetek lehettek.

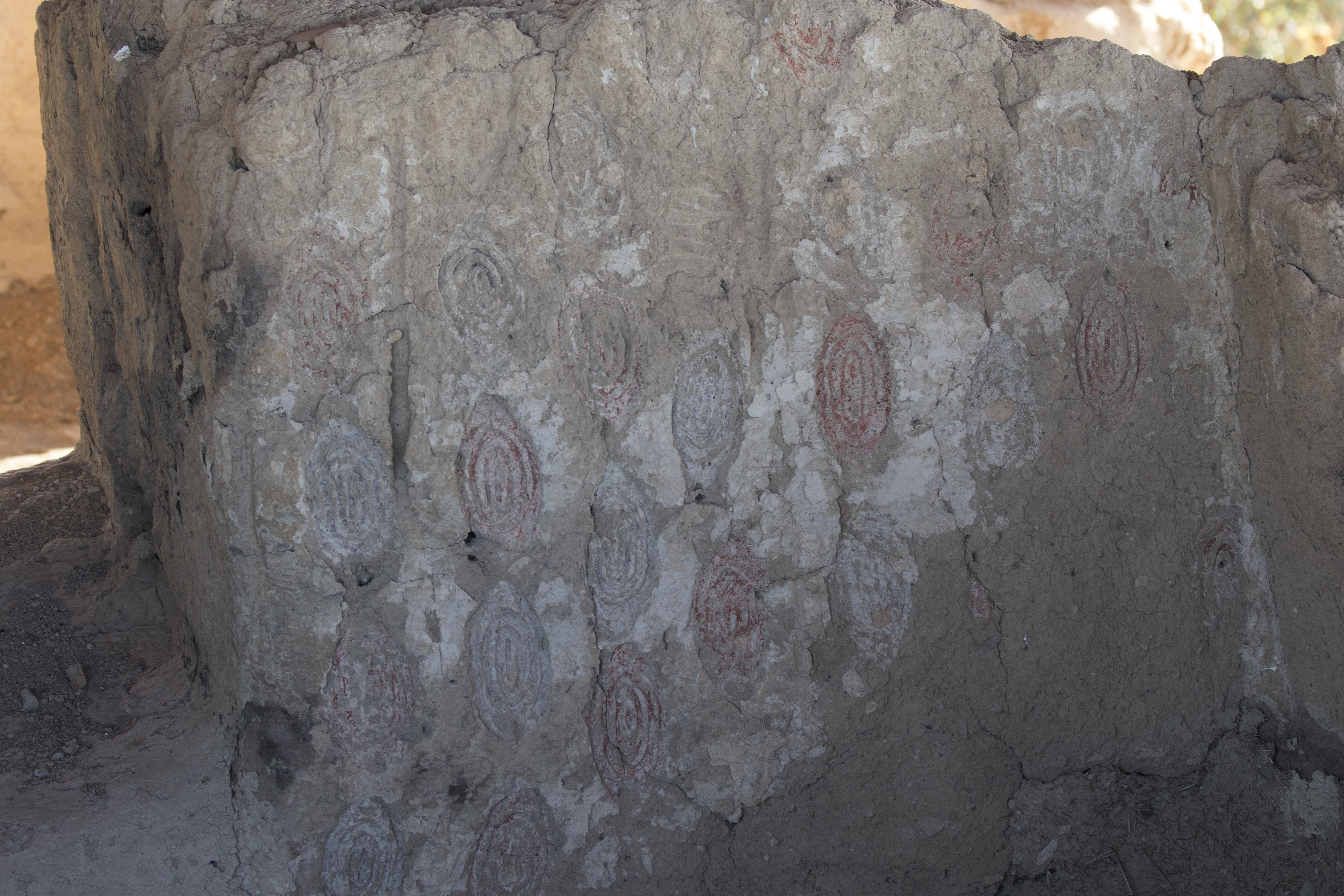
Geometrikus falfestmény

A periódus második felében egy nagy méretű teraszos, többhelyiséges épületet emeltek a tell felső részén. Újfajta háztartási eszközökkel felszerelt négyszög alaprajzú, meglehetősen nagy helyiségek csoportjából állt. Padlóba süllyesztett mozsárokat, patkó alakú tűzhelyeket és két részből álló sütőket tártak fel bennük, utóbbiakban a magas sütőfelület mellett külön hamutároló részt alakítottak ki. Ez a nagy, különálló épület, ami az élelem tárolásának és feldolgozásának színhelye volt, egyben egy nagycsalád illetve törzs lakhelye lehetett. A körülötte lévő területet szezonálisan nomád népesség használhatta. Az itt talált összes kerámia kézzel készült és két nagyobb csoportra osztható. Az egyik egy feketére vagy nagyon sötétre égetett edénytípus a korábbi transzkaukázusi eredetű fekete-vörös edényekre hasonlít újfajta edényformákkal (például széles kiöntőnyílású kancsó) és díszítőelemekkel (vastag szögletes szegély). A második edénycsoport világos színű kerámia helyi jellegű festett vörös és barna geometrikus vonaldíszítéssel.
A lakóházak formája, a korábbiaktól eltérő háztartási felszerelés és kerámia egy radikális változás bizonyítékai egy olyan periódusban amire a korábbi csoportok felbomlása és a provincializmus volt jellemző. Arslantepe valószínűleg még ekkor is a legfontosabb település volt a Malatya-síkság szűkebb környezetében, de már nem uralta a környéket. Ettől kezdve a város fejlődése már végérvényesen elszakadt a szír-mezopotámiai és a Eufrátesz völgyében lévő területek fejlődéstörténetétől és a kelet-anatóliai világ felé kezdett orientálódni.
A korai bronzkor III. szakaszában (a VI. periódus D szakasza, i. e. 2500 – i. e. 2000) a település fokozatosan terjeszkedett a tell lejtőin. Szerkezetét a fokozódó zsúfoltság és az egyre tudatosabb tervezés jellemezte, a lakóépületek között utakat, csatornákat, udvarokat és műhelyeket alakítottak ki. A korszak elején még megtalálhatóak voltak a félig földbe mélyített kerek házak csoportjai legtöbbször a nagyobb nyílt területeken, vagy a korábbi házak romjai között, de később fokozatosan eltűntek ahogy az egész egész halom területe sűrűn betelepült. A korai bronzkor III. szakaszában a település képe folyamatosan, de kismértékben változott, ahogy a házakat és településnegyedeket folyamatosan átalakították és újjáépítették, de nem azonosítható kiterjedtebb pusztulási réteg. Arslantepe újra a Malatya-síkság legnagyobb és legfontosabb településévé vált, de ekkortól már nem ismerhető fel komolyabb politikai centralizáció nyoma. A leletek arra utalnak, hogy fokozatosan több kisebb és autonóm központ fejlődött ki a síkságon és a környező hegyekben. Ezt a új településrendszert valószínűleg egy újfajta védekezési kényszer kötötte össze, ami Arslantepében a halom szélére épített nagy méretű, zömök félköríves bástyával megerősített erődfalban testesült meg.
A kor agyagedényei kézzel készültek korong használata nélkül és nagyon hasonlítottak a korábban előállított fazekasárura. Ugyanúgy két csoportra oszthatók mint a korábban készültek, az egyik csoportba a feketére égetett, a másikba a festett edények tartoztak. A festésmód sokat fejlődött, és egy komplex egységes festési stílus alakult ki, ami az Elazığ tartományban készítettekkel áll szoros rokonságban. Ezek az edények szakosodott mesterek nagy területen elterjedt munkái lehettek. A fémfeldolgozásra is a nagy méretű szakosodás volt jellemző, ennek bizonyítékai az ásatások során előkerült fémfeldolgozó műhelyek és a bennük talált számos öntőforma.

## A középső bronzkortól a vaskorig

### Hettita befolyás alatti fejlődés és Arslantepe pusztulása (V. – III. periódus)

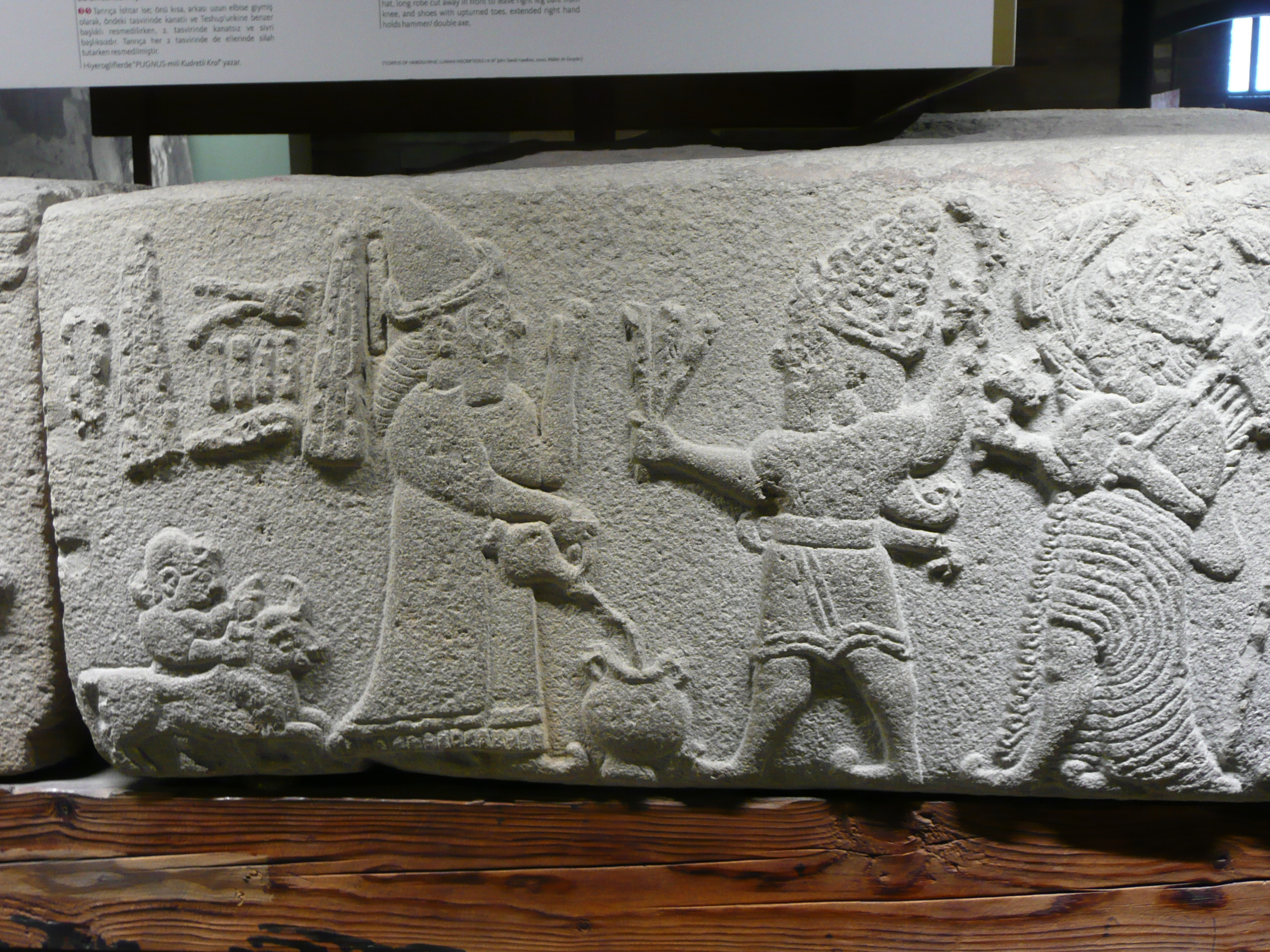
Újhettita dombormű Arslantepéből, Ankara, Anatóliai Civilizációk Múzeuma

A középső bronzkorból (V. periódus, i. e. 2000 – i. e. 1750 ) származó legtöbb emlék a halom délnyugati részén került elő. Az építkezések módja és az anyagi kultúra szorosan kapcsolódik a korai bronzkor III. szakaszában létező településhez, aminek közvetlenül a tetejére építették. A épületek komolyan károsodtak, egyfelől mert közel helyezkedtek el a dombtetőhöz, másrészt egy későbbi teraszos építkezés miatt. Ezért kevés épület maradt meg viszonylag jó állapotban. Közülük figyelemre méltó egy egyhelyiséges lakóépület, közepén egy patkó alakú kandallóval és feltételezhetően egy szövőszék maradványaival (a szoba északnyugati sarkában szövőszékhez tartozó súlyokat találtak). A kerámiák is mutatnak egyfajta hasonlóságot a korábbiakkal, de megjelentek újfajta, korongon készült edényfajták is, amelyek közül néhány a szír-mezopotámiai városokkal való legalább szórványosan újra felvett kapcsolatokra utal.
Az i. e. 3. évezred közepén a Malatya és Elazığ tartományok területén lezajlott politikai változások az i. e. 2. évezredben kedvező lehetőséget teremtettek a keletre terjeszkedő hettita állam részére a kulturális és később a politikai uralomra. Ez a befolyás már a Hettita Óbirodalom idejében érezhetővé vált, mivel a késő bronzkor I. szakaszában (V. periódus, i. e. 1750 – i. e. 1600) egy a közép-anatóliai kapukhoz nagyon hasonlító, két oldalán négyszögletes tornyokkal megerősített városkapu épült be Arslantepe falrendszerébe. A város bejárata ekkor a történelem előtti időktől eltérően észak-északkeleti irányba nyílt, az Eufrátesz folyó felé. Ez a védelmi rendszer a Hettita Birodalom és a Újhettita királyságok fennállása alatt gyakorlatilag változatlan maradt, leszámítva, hogy a kapuk idővel valamivel nyugatabbra kerültek. Bár a birodalom idején álló kapunak (késő bronzkor II. szakasza, IV. periódus, i. e. 1400 – i. e. 1200) másfajta alaprajza volt mint a többinek, így is teljes egészében közép-anatóliai típusúnak tekinthető. Ezen kívül feltártak egy erre a korra datálható, valószínűleg egy forráshoz vezető „álboltozatos” alagutat is, aminek párhuzamai Alaca Höyükben és Alişarban kerültek elő.
A tell északi-északkeleti részén álló hettita citadellát valószínűleg a birodalom bukásakor pusztították el. Ezután egy városkapuval ellátott újabb erődfalat emeltek, ezt egy tűzvész semmisítette meg az i. e. 2. évezred végén vagy az i. e. 1. évezred legelején. A pusztulás után a várost valószínűleg legalább részben elhagyták lakói, és egy ideig alkalmanként nem városiasodott csoportok laktak benne a régi épületek romjai között. Az itteni újhettita királyság megalapításával (vaskor, III. periódus) Arslantepe újabb virágkorát élte mint a királyság fővárosa, és ez többek között olyan építkezésekben jutott kifejezésre mint a nagy oszlopos terem és a híres oroszlános kapu. A település egyre jobban egy erődítményhez, egy politikai és adminisztratív hatalom központjához kezdett hasonlítani. Az alatta lévő alsóváros gyakorlatilag még ismeretlen, a településrészen még nem folytattak kutatásokat. Ezt a újhettita várost az újasszír uralkodó II. Sarrukín seregei rombolták le i. e. 712-ben. Bár ezután is, főleg a késő római időkben és a bizánci korban éltek kisebb csoportok a területen az újasszír pusztítás gyakorlatilag véget vetett Arslantepe történetének.

## Forrás
- Sharon R. Steadman, Gregory McMahon (szerk.). The Oxford Handbook of Ancient Anatolia. Oxford University Press (2016). ISBN 978-0-199-33601-2